# Делоне, Николя
Николя Делоне или де Лоне (фр. Nicolas Delaunay; 1646, Перпиньян — 1727, Париж) — французский ювелир, золотых дел мастер. Наряду с Клодом Балленом Старшим и его племянником Клодом Балленом Младшим являлся одним из самых выдающихся ювелиров времен «большого стиля» короля Людовика XIV, а затем и стиля рококо.
В 1677 женился на сестре Клода Баллена и по заключённому контракту два года должен был работать в его мастерской. С годами стал признанным мастером ювелирного искусства. Был одним из основных поставщиков королевского двора Франции. По заказу Людовика XIV изготавливал дорогую мебель из литого серебра, золотую и серебряную посуду, канделябры, ювелирные изделия. В ноябре 1696 года назначен директором королевского Монетного двора. С 1724 года работал над большим парадным столовым сервизом для Людовика XV в новом тогда рокайльном стиле. После смерти мастера в 1727 году все его работы продолжал Тома Жермен. Некоторые произведения Николя Делоне хранятся в парижском Лувре.